# MAZ 256
MAZ 256 − autobus o długości 8 metrów produkowany od 2005 roku przez zakłady MAZ w Mińsku na Białorusi w odmianie międzymiastowej oraz podmiejskiej.

## Historia modelu
W 2000 roku przedstawiono prototyp autobusu międzymiastowego klasy mini o oznaczeniu MAZ 106, zbudowanego na podwoziu samochodu ciężarowego MAZ-4371 o dopuszczalnej masie całkowitej 10 ton. Prototyp ten posiadał umieszczone na ramie nadwozie składające się z dwóch części, oryginalnej kabiny samochodu ciężarowego oraz przestrzeni pasażerskiej, która była złączona z miejscem pracy kierowcy. Do napędu tego egzemplarza wykorzystano białoruski silnik MMZ-245.30 o mocy 155 KM, współpracujący z 5-biegową manualną skrzynią biegów SAAZ-3206. Produkcji tego modelu nie podjęto.

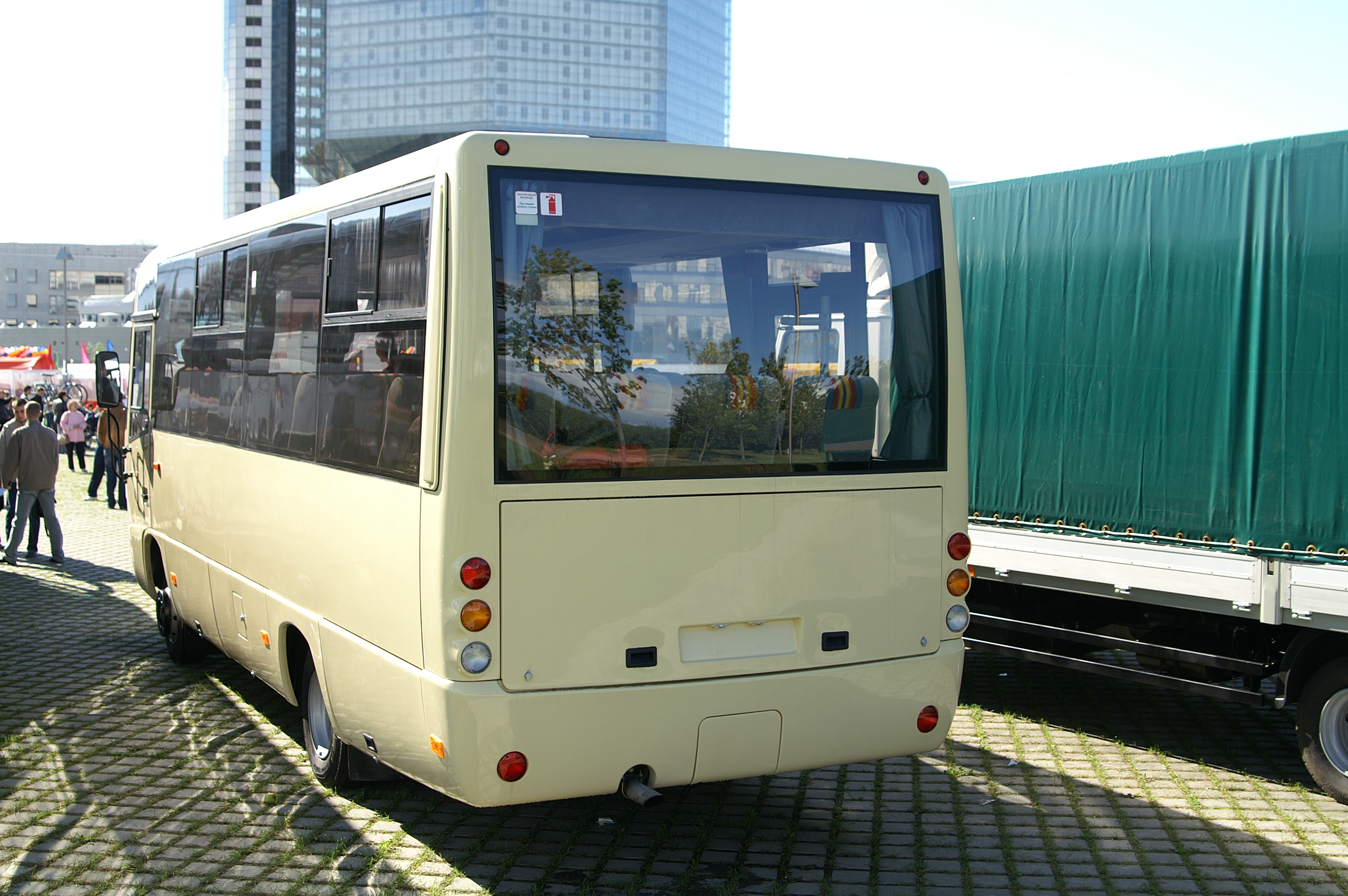
MAZ 256 od tyłu

W 2005 roku zaprezentowano oraz wdrożono do produkcji ostateczną wersję międzymiastowego autobusu klasy mini pod oznaczeniem MAZ 256. Podobnie jak prototyp z 2000 roku autobus ten osadzony został na podwoziu ciężarowego samochodu MAZ-4371, jednak posiadał integralne, zaprojektowane specjalnie dla tego modelu nadwozie. Do napędu pojazdu zastosowano, analogicznie jak w MAZie 106 i samochodzie ciężarowym MAZ-4371, silnik Diesla produkcji białoruskiej MMZ-245.30 o mocy 155 KM, który zblokowany był z manualną skrzynia biegów SAAZ-3206. Dodatkowo w ofercie znajduje się silnik Deutz BF4M1013FC o mocy 170 KM, który współpracuje z 5-biegową skrzynią biegów ZF S5-42. MAZ 256 produkowany jest w odmianie międzymiastowej o pojemności 24 osób i układem drzwi 0-1-0 lub 0-1-1 oraz w odmianie podmiejskiej o pojemności 43 osób.